# Jan-Carl Raspe
Pour les articles homonymes, voir Raspe.
Jan-Carl Raspe, né le 24 juillet 1944 à Seefeld in Tirol, est un membre de la Fraction armée rouge retrouvé mort dans sa cellule le 18 octobre 1977.

## Biographie
Il est arrêté avec Andreas Baader et Holger Meins à Francfort-sur-le-Main le 1er juin 1972. Le 28 avril 1977, il est condamné à la prison à vie.

### Mort
Le 13 octobre 1977 quatre membres du Front populaire pour la libération de la Palestine détournent le vol 181 de la Lufthansa parti de Palma de Majorque à destination de Francfort ; leur chef exige la libération des onze prisonniers de la RAF détenus à Stammheim. L'avion se rend finalement à Mogadiscio, en Somalie, où il arrive aux premières heures du 17 octobre. Les passagers du Boeing 737 sont libérés aux premières heures du 18 octobre après un assaut effectué par les forces spéciales du GSG 9 et qui voit la mort de trois des militants.
Selon les rapports officiels, Raspe apprend l’échec de la tentative sur un poste de radio passé clandestinement, et il discute pendant quelques heures avec Baader, Ensslin, et Möller pour convenir d'un pacte de suicide. Dans la matinée, Andreas Baader et Jan-Carl Raspe sont retrouvés morts dans leurs cellules, ayant succombé à des blessures par balle, tandis que Gudrun Ensslin est découverte pendue par un nœud coulant fabriqué avec un fil de haut-parleur. Irmgard Möller, elle aussi de la RAF, est retrouvée avec quatre coups de couteau à la poitrine, mais survit.
Les enquêtes officielles sur l’affaire conduisent à la conclusion que Raspe et ses deux complices ont commis un suicide collectif, et le journaliste Stefan Aust montre dans l'édition originale de son livre, Der Baader Meinhof Komplex (1985), qu'il est certain qu’ils s’étaient tués eux-mêmes.
Les milieux alternatifs et l'extrême gauche allemande resteront longtemps convaincus que les quatre membres emprisonnés à Stammheim ont été assassinés par l'Etat allemand.[réf. nécessaire]